# Aigues-Mortes
Aigues-Mortes (okcitansko Aigas Mòrtas) je naselje in občina v južnem francoskem departmaju Gard regije Languedoc-Roussillon. Naselje je leta 2008 imelo 7.891 prebivalcev.

## Geografija
Kraj leži v pokrajini Camargue ob vodnem kanalu Rona Sète, 35 km jugozahodno od Nîmesa. Od sredozemske obale ga ločuje več slanih jezer Petite Camargueja - étang de la Ville, étang du Roi, étang des Caïtives. Jugozahodno od kraja, znotraj občine Le Grau-du-Roi, se nahaja pristanišče Port Camargue.

## Uprava
Aigues-Mortes je sedež istoimenskega kantona, v katerega sta poleg njegove vključeni še občini Le Grau-du-Roi in Saint-Laurent-d'Aigouze z 19.225 prebivalci.
Kanton Aigues-Mortes je sestavni del okrožja Nîmes.

## Zgodovina
Ustanovitev mesta se pripisuje rimskemu generalu in državniku Mariju okoli leta 102 pred našim štetjem; prvi znani zapis kraja "Ayga Mortas" (mrtve vode) sega v 10. stoletje.
V 13. stoletju je bilo pod francoskim kraljem Ludvikom IX. obnovljeno tedaj edino pristanišče na francoski sredozemski obali, izhodišče sedme (1248) in osme križarske odprave (1270)
1.650 metrov dolgo mestno obzidje je bilo zgrajeno v dveh fazah, prvi v času vladavine Filipa III., drugi pa v času njegovega naslednika Filipa IV.. Stolp Constance s šest metrov debelo steno in spiralnim stopniščem je edini ostanek nekdanjega gradu Ludvika IX., zgrajen sredi 13. stoletja.
Od 1575 do 1622 je bil Aigues-Mortes eno od osmih varnih zatočišč dodeljenih protestantom. Preklic Nantskega edikta leta 1685 je povzročil hudo zatiranje vere, zaznamovano v Languedocu in Sevenih v zgodnjem 18. stoletju s kamisardsko vstajo. V tem času so stolpi, vključno s stolpom Constance služili kot zapor za hugenote, ki se niso hoteli spreobrniti v katoliško vero. Leta 1703 je Abraham Mazel, vodja kamisardov, uspel pobegniti skupaj s šestnajstimi zaporniki.
Leta 1893 je v kraju izbruhnil spopad med Francozi in Italijani, ki so delali v solinah. Masaker pri Aigues-Mortesu se je končal z uradno devetimi smrtnimi žrtvami med italijanskimi delavci in več sto ranjenimi v etničnem nasilju.

## Zanimivosti
|  |  |

- stolp Tour de Constance, zgrajen v letih 1242-1254 na mestu nekdanjega stolpa Karla Velikega tour Matafère (pred 790),
- mestno obzidje,
- neoklasicistično baročna cerkev Notre-Dame-des-Sablons,
- Trg s kipom sv. Ludvika.